# Arquitetura do século XX de Frank Lloyd Wright
A Arquitetura do século XX de Frank Lloyd Wright (em inglês: The 20th-Century Architecture of Frank Lloyd Wright) é um sítio serial do Patrimônio Mundial da UNESCO que reúne uma seleção de oito edifícios em diversos estados dos Estados Unidos que foram projetados pelo arquiteto estadunidense Frank Lloyd Wright. Esse conjunto de construções são representativos do seu conceito de arquitetura orgânica, isto é, estruturas que estejam em harmonia com o meio ambiente. O conjunto da obra de Wright teve um impacto central no desenvolvimento da arquitetura mundial ao longo do século XX.

## Frank Lloyd Wright
Frank Lloyd Wright (1867–1959) cresceu na zona rural de Wisconsin e estudou engenharia civil na Universidade de Wisconsin. Posteriormente, em sua juventude, foi aprendiz de renomados arquitetos da Escola de arquitetura de Chicago, particularmente Louis Sullivan. Em 1893, Wright abriu seu próprio escritório de sucesso em Chicago e estabeleceu um influente estúdio em Oak Park, Illinois. Na metade do século XX, Wright já era um dos grandes nomes da arquitetura internacional.

## Indicação
Através de esforços liderados pela Frank Lloyd Wright Conservancy, uma organização sem fins lucrativos que gere o patrimônio arquitetônico deixado pelo arquiteto, o grupo seleto de obras foi proposto como sítio serial à UNESCO em 2008, passando a integrar oficialmente a Lista Indicativa do Patrimônio Mundial dos Estados Unidos ao lado de construções como Central Park e a Ponte do Brooklyn. Inicialmente, a proposição incluía dez dos edifícios de Wright e foi expandida para 11 locais em 2011. No mesmo ano, a Sede da Johnson Wax, em Wisconsin, foi removida da candidatura. Em julho de 2016, a UNESCO encaminhou para revisão um pedido de candidatura que havia sido protocolado no ano anterior. O patrimônio de Wright passou a colaborar diretamente com o Serviço Nacional de Parques e a UNESCO para considerar a proposição original e levar adiante as alterações apropriadas.
Em dezembro de 2018, uma proposição revisada foi apresentada com oito edifícios, excluindo a Price Tower (em Bartlesville, Oklahoma) e o Marin County Civic Center (em San Rafael, Califórnia) da proposta. Em junho do ano seguinte, o Conselho Internacional de Monumentos e Sítios emitiu uma recomendação positiva reforçando o valor patrimonial da proposição. Em julho de 2019, o local foi inscrito na lista do Patrimônio Mundial.

## Locais
Os oito edifícios representativos de Wright selecionados para o Patrimônio Mundial foram projetados na primeira metade do século XX. O primeiro edifício incluído, Unity Temple, foi concluído em 1908 e o mais recente, The Guggenheim (embora seu projeto tenha começado na década de 1940) foi concluído em 1959, ano em que Wright morreu.
| Sítio                              | Sítio | Localização                                                 | Descrição | Área protegida (km²) |
| ---------------------------------- | ----- | ----------------------------------------------------------- | --- | -------------------- |
| Unity Temple                       |       | Oak Park, Illinois 41° 53′ 18″ N, 87° 47′ 48″ O             | Concluído em 1908, este templo religioso cristão sem precedentes faz uso de concreto armado de maneiras inovadoras, criando um espaço cheio de luz com as "cores da natureza". O uso desse material único fez com que fosse considerado o primeiro "edifício moderno" do mundo. | 0.100                |
| Casa de Frederick C. Robie         |       | Chicago, Illinois 41° 47′ 23,4″ N, 87° 35′ 45,3″ O          | Esta residência unifamiliar de 1910 é considerada uma obra-prima da Prairie School da arquitetura. Suas "linhas horizontais amplas e abrangentes; telhados baixos em equilíbrio com beirais salientes; e uma planta interna aberta,... resume o objetivo de Wright de projetar estruturas em harmonia com a natureza". Um contribuinte significativo para o conceito de interiorizar a natureza são as 175 janelas e portas de vidro chumbado, que apresentam um design de "abstração de formas orgânicas".    | 0.013                |
| Taliesin                           |       | Spring Green, Wisconsin 43° 08′ 30″ N, 90° 04′ 15″ O        | Iniciada em 1911 e nunca realmente concluída, Taliesin tornou-se a residência, estúdio e sede da escola de arquitetura de Wright. O arquiteto construiu a propriedade no topo de um cume, para ser "da colina e não acima ela". É, talvez, sua exploração mais extensa e mais longa da teoria da arquitetura orgânica e da Prairie School. | 2.00                 |
| Casa Hollyhock                     |       | Los Angeles, Califórnia 34° 05′ 59,85″ N, 118° 17′ 40,61″ O | A primeira encomenda de Wright em Los Angeles, Hollyhock House (construída de 1918 a 1921) foi planejada para ser parte de uma colônia de artes e complexo de teatro ao vivo em East Hollywood. O trabalho de Wright e seus aprendizes deu um salto ao que ficou conhecido como "Modernismo californiano". A estrutura "integra perfeitamente o interior com jardins ao ar livre e espaços de convivência". | 0.139                |
| Casa da Cascata                    |       | Mill Run, Pensilvânia 39° 54′ 22″ N, 79° 28′ 05″ O          | Construída como uma residência de veraneio em 1935, a Casa da Cascata resume as ideias de arquitetura orgânica de Wright. Erguida como se estivesse "flutuando" sobre o riacho e a cachoeira, suas sacadas em consola e espaços geométricos de concreto armado se misturam com as formações rochosas naturais do cenário. O Instituto Americano de Arquitetos classifica a Casa da Cascata como "a melhor obra de todos os tempos da arquitetura americana".                                                   | 2.822                |
| Casa de Herbert e Katherine Jacobs |       | Madison, Wisconsin 43° 03′ 31″ N, 89° 26′ 29″ O             | Construída durante a Grande Depressão, as ideias para a Jacobs House (1937) surgiram de uma ideia de planejamento urbano de Wright que forneceria uma comunidade de moradias bem construídas e unifamiliares a preços acessíveis. Wright inicialmente chamou essa estética de Usônia. Trabalhando com baixo orçamento, Wright combinou seu plano de design aberto, espaços funcionais e o uso de madeira, tijolos, concreto tingido e grandes janelas, para combinar com um pequeno lote ajardinado do bairro. | 0.012                |
| Taliesin West                      |       | Scottsdale, Arizona 33° 36′ 22,8″ N, 111° 50′ 45,5″ O       | Em 1937, Wright começou a construir sua residência de inverno, estúdio e centro de arquitetura no sopé das Montanhas McDowell, no Arizona. A propriedade foi projetada por Wright e seus alunos e construída com madeira, pedra de origem local e concreto de areia mista. Taliesin West foi ambientada na paisagem local com salas internas e externas sobrepostas, um jardim triangular de plantas nativas e uma piscina triangular.                                                                         | 1.98                 |
| Museu Solomon R. Guggenheim        |       | Nova Iorque, Nova Iorque 40° 46′ 59″ N, 73° 57′ 32″ O       | O trabalho de Wright para a Fundação Guggenheim nas décadas de 1940 e 1950 recriou o edifício do museu de arte moderna como um lugar de diálogo com a arte interior. Wright também considerou importante colocar o museu de frente à paisagem verde do Central Park e incorporou as formas sinuosas da natureza na estrutura espiral. | 0.02                 |